# Shanghaied
Shanghaied és una pel·lícula muda de l’Essanay escrita i dirigida per Charles Chaplin i protagonitzada per ell mateix i Edna Purviance. Es va estrenar el 4 d’octubre de 1915. A partir dels arquetips típics de la seva etapa a la Keystone Charlie construeix en aquesta pel·lícula els personatges seguint la seva pròpia visió còmica.

## Argument
Un propietari naval, en connivència amb el capità, té la intenció d’enfonsar el seu vaixell S.S: Vaquero amb barrils de dinamita en el seu darrer viatge per aconseguir diners d’assegurança. Mentrestant, la seva filla i Charlie, un rodamón, estan enamorats però, en descobrir-ho, el pare no ho aprova i fa fora Charlie que marxa amb el cor trencat. En passar pel moll un ajudant del capità li ofereix tres dòlars per ajudar-lo a embarcar a la força tres mariners. Charlie ho accepta i amb l’ajuda d’una maça deixa tres mariners fora de combat que són embarcats.
Mentrestant, la filla, desesperada, deixa una breu nota al pare dient que marxa amb el vaixell per tal de fugir d’ell. El pare, presa té pànic en pensar que la seva filla estarà a bord del vaixell quan es dinamiti, fa que una petita motora intenti avisar-la abans que el vaixell sigui destruït. Mentrestant, Charlie, que també ha embarcat com ajudant a la cuina, provoca tota mena de problemes a la coberta del vaixell. Mentre intenta fer front al mareig durant una forta tempesta, Charlie troba Edna sota la coberta. Poc després, els còmplices encenen la dinamita i fugen en una barca de rems. Charlie veu la dinamita i la llença per la borda fent explotar la barca dels còmplices. Més tard, Charlie i Edna són rescatats pel pare, que es mostra ingrat amb Charlie malgrat que hagi salvat la filla. Charlie fingeix que es suïcida llençant-se a l'oceà. Tanmateix, surt per l’altra banda del vaixell i llença el propietari a l’aigua.

## Repartiment
- Charles Chaplin (xarlot)
- Edna Purviance (filla del propietari del vaixell)
- Wesley Ruggles (propietari del vaixell)
- Lawrence A. Bowes (capità)
- Bud Jamison (segon oficial)
- Billy Armstrong (embarcat a la força)
- Paddy McGuire (embarcat a la força)
- Leo White (embarcat a la força)
- John Rand (cuiner)
- Fred Goodwins (grumet)
- Lee Hill (mariner)